# Tsjecho-Slowaakse Socialistische Republiek
De Tsjecho-Slowaakse Socialistische Republiek (ČSSR) was een periode in de Tsjecho-Slowaakse geschiedenis tussen 1960 en 1989, bij de val van het communisme. De naamswijziging naar Tsjecho-Slowaakse Socialistische Republiek werd doorgevoerd op 11 juli 1960 na het aannemen van een nieuwe grondwet voor het land. Deze staat was de opvolger van de Derde Tsjecho-Slowaakse Republiek die vanaf het einde van de Tweede Wereldoorlog bestaan had. De schrijfwijze die in het Nederlandse taalgebied in die tijd gebruikelijk was was Tsjechoslowakije, zonder verbindingsstreepje.

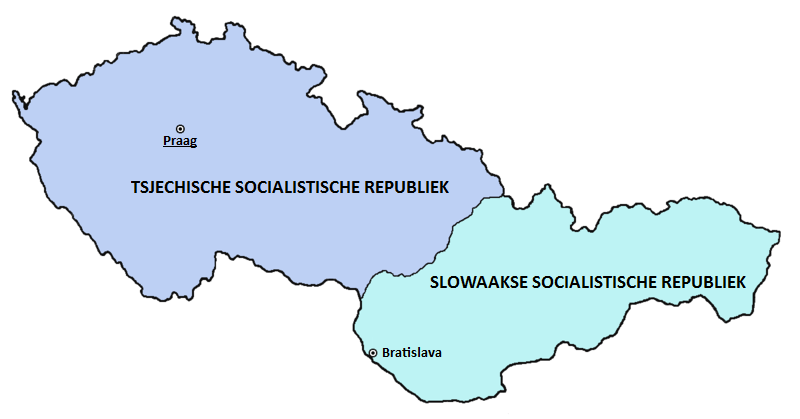
Tsjecho-Slowakije als federatie in 1969

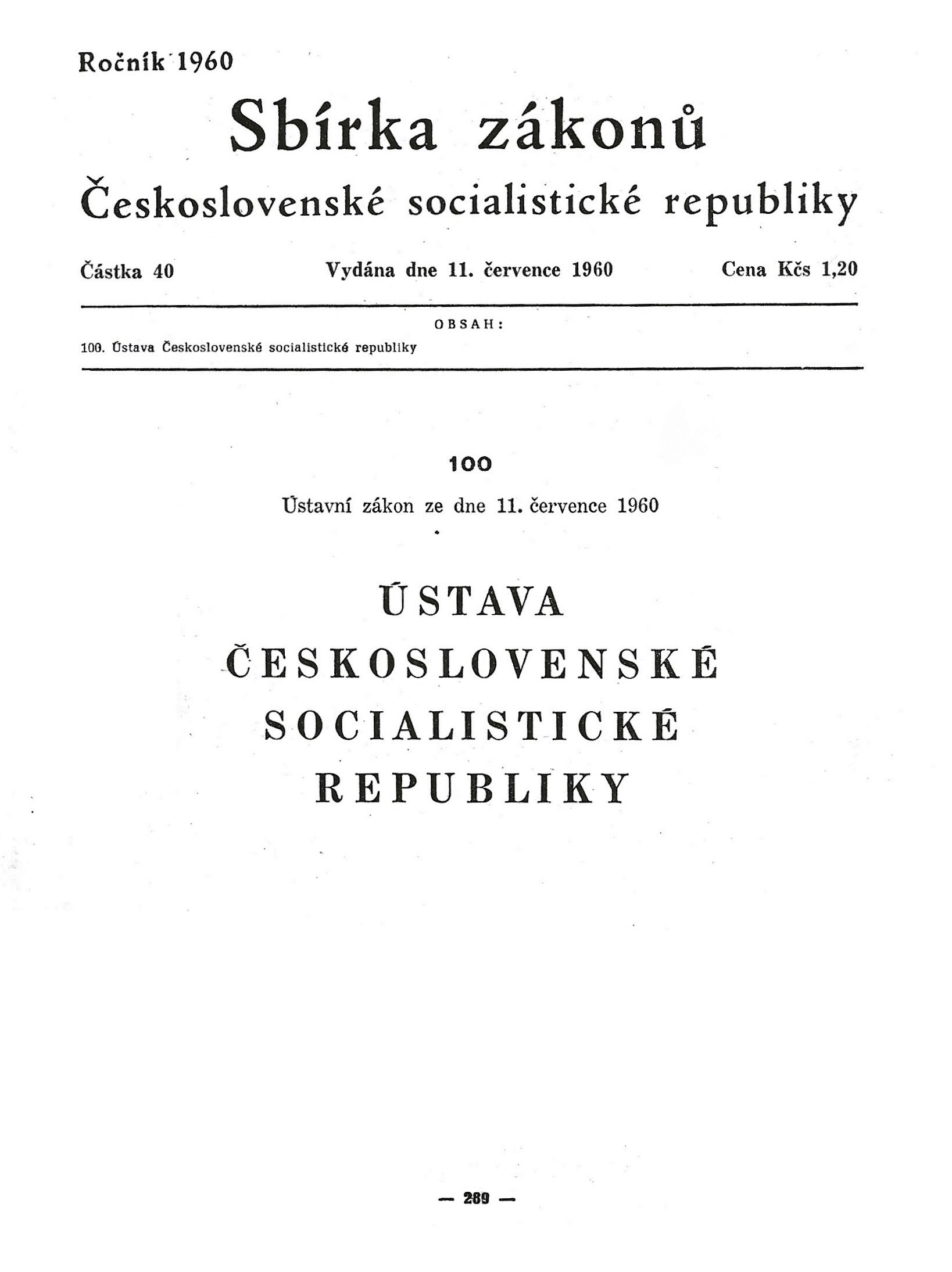
Titelblad van de grondwet van juli 1960

Afgezien van een korte periode aan het eind van de jaren zestig, de Praagse Lente, werd de ČSSR gekenmerkt door de afwezigheid van burgerlijke vrijheden. Het land was een frontlijnstaat in de Koude Oorlog. Vanuit de staat werd het atheïsme gepromoot en onderwezen. De lokale organisatie van de Katholieke Kerk stond onder controle van de overheid en de relatie met de Heilige Stoel was slecht. Aartsbisschop Josef Beran mocht in 1965 niet terugkeren na een reis naar Rome.
In 1969 werd de ČSSR een federatie van de Tsjechische Socialistische Republiek en de Slowaakse Socialistische Republiek. De ongelijkheid tussen Tsjechië en Slowakije werd voor een groot deel opgeheven, terwijl sommige ministeries, waaronder dat van onderwijs, overgebracht werden naar de deelrepublieken. Aan de politieke heerschappij van de communisten wijzigde dit echter niets.
In de jaren zeventig kwam een dissidentenbeweging op die later bekend werd als Charta 77 met als bekendste lid Václav Havel. Aan het eind van 1989 kwam een einde aan de communistische heerschappij door de Fluwelen Revolutie. Op 1 januari 1993 splitste de staat zich uiteindelijk op in een Tsjechische en een Slowaakse republiek.

## Tijdlijn
| |                                                      |                                                      |                                                                                  |                                                     |                                               |                                                               |                                                                |                                                        |
| | Tsjecho-Slowakije – Tsjechoslowakije (1918-1992)     |                                                      |                                                                                  |                                                     |                                               |                                                               |                                                                |                                                        |
| Oostenrijk-Hongarije (tot 1918) Bohemen, Moravië, delen van Silezië, noorden van Koninklijk Hongarije (Slowakije en Karpato-Roethenië) | Eerste Tsjecho-Slowaakse Republiek (ČSR) (1918-1938) | "Sudetenland" (1938-1945)                            | "Sudetenland" (1938-1945)                                                        | Derde Tsjecho-Slowaakse Republiek (ČSR) (1945-1948) | Tsjecho-Slowaakse Republiek (ČSR) (1948-1960) | Tsjecho-Slowaakse Socialistische Republiek (ČSSR) (1960-1990) | Tsjechische en Slowaakse Federale Republiek (ČSFR) (1990-1992) | Tsjechië (ČR) (sinds 1993) Slowakije (SR) (sinds 1993) |
| Oostenrijk-Hongarije (tot 1918) Bohemen, Moravië, delen van Silezië, noorden van Koninklijk Hongarije (Slowakije en Karpato-Roethenië) | Eerste Tsjecho-Slowaakse Republiek (ČSR) (1918-1938) | Tweede Tsjecho-Slowaakse Republiek (ČSR) (1938-1939) | Protectoraat Bohemen en Moravië (1939-1945) Slowaakse Republiek (SR) (1939-1945) | Derde Tsjecho-Slowaakse Republiek (ČSR) (1945-1948) | Tsjecho-Slowaakse Republiek (ČSR) (1948-1960) | Tsjecho-Slowaakse Socialistische Republiek (ČSSR) (1960-1990) | Tsjechische en Slowaakse Federale Republiek (ČSFR) (1990-1992) | Tsjechië (ČR) (sinds 1993) Slowakije (SR) (sinds 1993) |
| Oostenrijk-Hongarije (tot 1918) Bohemen, Moravië, delen van Silezië, noorden van Koninklijk Hongarije (Slowakije en Karpato-Roethenië) | Eerste Tsjecho-Slowaakse Republiek (ČSR) (1918-1938) | Karpato-Oekraïne (1938-1939)                         | Karpato-Roethenië bij Hongarije (1939-1945)                                      | deel van Oekraïense SSR (1945-1991)                 | deel van Oekraïense SSR (1945-1991)           | deel van Oekraïense SSR (1945-1991)                           | Oblast Transkarpatië Oekraïne (vanaf 1991)                     | Oblast Transkarpatië Oekraïne (vanaf 1991)             |
| |                                                      | Duitse bezetting / Tweede Wereldoorlog               | Duitse bezetting / Tweede Wereldoorlog                                           | Sovjetperiode / Volksrepubliek                      | Sovjetperiode / Volksrepubliek                | Sovjetperiode / Volksrepubliek                                |                                                                |                                                        |
| |                                                      |                                                      | Regering in ballingschap                                                         |                                                     |                                               |                                                               |                                                                |                                                        |
| |                                                      |                                                      |                                                                                  |                                                     |                                               |                                                               |                                                                |                                                        |